# Ammoniumhexachlorostannat
Ammoniumhexachlorostannat ist das Ammoniumsalz der Hexachlorozinn(IV)-säure H2[SnCl6].

## Gewinnung und Darstellung
Ammoniumhexachlorostannat bildet sich aus Zinn(IV)-chlorid (Stannichlorid) und Ammoniumchlorid (Salmiak).
{\displaystyle \mathrm {SnCl_{4}+2\ NH_{4}Cl\longrightarrow (NH_{4})_{2}[SnCl_{6}]} }

## Eigenschaften
Ammoniumhexachlorostannat ist ein weißer Feststoff, der löslich in Wasser ist.
Die Verbindung kristallisiert kubisch, Raumgruppe Fm3m (Raumgruppen-Nr. 225), mit dem Gitterparameter a = 10,04 Å.

## Verwendung
Aufgrund seiner Verwendung zum Färben (als Beize) wird es auch mit dem technischen Namen Pinksalz (pink = rosa) bezeichnet. Man verwendet das neutral reagierende Salz dort, wo die freie Säure enthaltende Zinn(IV)-chloridlösung nicht anwendbar ist.
Es beschleunigt die Entstehung der Zinnpest.